# Václav Králíček (spisovatel)
Václav Králíček (* 24. února 1960) je český novinář, spisovatel, malíř a grafik. Je autorem řady širší veřejnosti určených knih a článků zabývajících se především historií mořeplavby a námořního válčení.

## Knihy
- Čertův tucet (2002)
- Bůh stál při Anglii (2010)
- Titanic: Nikdo nechtěl uvěřit (2012, 2019)
- Velký švindl (2015)
- Vzbouřenci a ztroskotanci (2015)
- Lvi na vlnách (2018)
- Tři roky krve (2020)